# Leninskij prospiekt (stacja metra w Moskwie)
Leninskij Prospekt (ros. Ленинский Проспект) – stacja moskiewskiego metra linii Kałużsko-Ryskiej (kod 100), nazwa pochodzi od Alei Lenina (Ленинский проспект), koło której jest położona. Wyjścia prowadzą na Aleję Lenina, ulicę Wawiłowa i plac Gagarina.

## Wystrój
Stacja jest trzykomorowa, jednopoziomowa z jednym peronem. Posiada 2 rzędy 40 kolumn obłożonych jasnym marmurem. Ściany nad torami pokrywa biała ceramika, podłogi natomiast brązowy i szary granit. Na środku peronu znajdują się nieczynne schody na planowaną stację Plac Gagarina moskiewskiej kolei miejskiej.